# Qualificazioni alla Volleyball Challenger Cup femminile 2018 (NORCECA)
Le qualificazioni nordamericane alla Volleyball Challenger Cup di pallavolo femminile 2018 si sono svolte dal 17 al 20 maggio 2018: al torneo hanno partecipato cinque squadre nazionali nordamericane e una si è qualificata alla Volleyball Challenger Cup 2018.

## Impianti
|                                                                            |  |  |
|                                                                            |  |  |
| Edmonton Expo Centre Città: Edmonton Capienza: 5 527 Anno d'apertura: 1984 |  |  |

## Regolamento

### Formula
Le squadre hanno disputato una prima fase a gironi con formula del girone all'italiana; al termine della prima fase:
- La prima classificata di ogni girone ha acceduto alla finale per il primo posto.
- La seconda classificata di ogni girone ha acceduto alla finale per il terzo posto.

### Criteri di classifica
Se il risultato finale è stato di 3-0 sono stati assegnati 5 punti alla squadra vincente e 0 a quella sconfitta, se il risultato finale è stato di 3-1 sono stati assegnati 4 punti alla squadra vincente e 1 a quella sconfitta, se il risultato finale è stato di 3-2 sono stati assegnati 3 punti alla squadra vincente e 2 a quella sconfitta.
L'ordine del posizionamento in classifica è stato definito in base a:
- Numero di partite vinte;
- Punti;
- Ratio dei set vinti/persi;
- Ratio dei punti realizzati/subiti;
- Risultati degli scontri diretti.

## Squadra partecipanti
- Canada
- Costa Rica[1]
- Cuba
- Nicaragua
- Porto Rico
- Trinidad e Tobago

## Torneo

### Fase a gironi
| Girone A          | Girone B   |
| ----------------- | ---------- |
| Canada            | Cuba       |
| Trinidad e Tobago | Nicaragua  |
| -                 | Porto Rico |

#### Girone A

##### Risultati
| 17 maggio 2018 Edmonton Expo Centre, Edmonton Durata: 1h:18 - Spettatori: 1 155 | Canada | 3 - 0 | Trinidad e Tobago | 25-12, 25-16, 25-22 |

##### Classifica
| Pos | Squadra           | Pt | G | V | P | SV | SP | Ratio | PF | PS | Ratio |
| --- | ----------------- | -- | - | - | - | -- | -- | ----- | -- | -- | ----- |
| 1   | Canada            | 5  | 1 | 1 | 0 | 3  | 0  | MAX   | 75 | 50 | 1.500 |
| 2   | Trinidad e Tobago | 0  | 1 | 0 | 1 | 0  | 3  | 0.000 | 50 | 75 | 0.667 |

#### Girone B

##### Risultati
| 17 maggio 2018 Edmonton Expo Centre, Edmonton Durata: 1h:14 - Spettatori: 200 | Porto Rico | 3 - 0 | Nicaragua  | 25-15, 25-15, 25-11 |
| 18 maggio 2018 Edmonton Expo Centre, Edmonton Durata: 1h:02 - Spettatori: 500 | Nicaragua  | 0 - 3 | Cuba       | 12-25, 10-25, 10-25 |
| 19 maggio 2018 Edmonton Expo Centre, Edmonton Durata: 1h:31 - Spettatori: 500 | Cuba       | 0 - 3 | Porto Rico | 23-25, 22-25, 17-25 |

##### Classifica
| Pos | Squadra    | Pt | G | V | P | SV | SP | Ratio | PF  | PS  | Ratio |
| --- | ---------- | -- | - | - | - | -- | -- | ----- | --- | --- | ----- |
| 1   | Porto Rico | 10 | 2 | 2 | 0 | 6  | 0  | MAX   | 150 | 103 | 1.456 |
| 2   | Cuba       | 5  | 2 | 1 | 1 | 3  | 3  | 1.000 | 137 | 107 | 1.280 |
| 3   | Nicaragua  | 0  | 2 | 0 | 2 | 0  | 6  | 0.000 | 73  | 150 | 0.487 |

### Fase finale

#### Finale
| 20 maggio 2018 Edmonton Expo Centre, Edmonton Durata: 2h:30 - Spettatori: 2 000 | Canada | 2 - 3 | Porto Rico | 25-22, 17-25, 19-25, 27-25, 8-15 |

#### Finale 3º posto
| 20 maggio 2018 Edmonton Expo Centre, Edmonton Durata: 1h:12 - Spettatori: 500 | Trinidad e Tobago | 0 - 3 | Cuba | 18-25, 17-25, 13-25 |

## Classifica finale
| Pos | Squadra           | Rosa |
| --- | ----------------- | --- |
| 1   | Porto Rico        | Formazione: 1 Santana, 2 Venegas, 4 R. Santos, 8 Nogueras, 10 Quesada, 13 Ferrer, 15 Collazo, 16 Morales, 17 N. Santos, 18 Hernández, 19 Jusino, 21 Victoriá, CT: Gaspar |
| 2   | Canada            | Formazione: 1 Niles, 2 Bailey, 4 Richey, 5 Smith, 6 Coulter, 7 Beamish, 8 Ogoms, 9 Gray, 12 Cross, 16 Joseph, 17 Moncks, 19 Bélanger, 20 Perrin, 22 Cyr, CT: Abbondanza  |
| 3   | Cuba              | Formazione: 2 Gracia, 4 Tamayo, 5 Hernández, 6 Lescay, 8 Pérez, 9 Luis, 10 Borrell, 11 Moreno, 14 Aguilera, 17 Medina, 18 Matienzo, 19 Suárez, CT: Robinson              |
| 4   | Trinidad e Tobago | Formazione: 2 Ross, 3 Thompson, 4 Billingy, 7 Fletcher, 8 Ramdin, 10 Thomas, 11 Olton, 12 Forde, 13 Mc Gillvery, 16 Esdelle, 21 Alexander, CT: Cruz                      |
| 5   | Nicaragua         | Formazione: 1 Pereira, 2 Arcia, 3 Torres, 4 Traña, 6 Rodríguez, 8 Calero, 9 Noguera, 11 Aguilera, 12 Gónzales, 13 Díaz, 14 Campos, 15 Calero, CT: Quintana               |

|  | Qualificata alla Volleyball Challenger Cup 2018 |

## Premi individuali
| Premio                 | Nome              | Squadra           |
| ---------------------- | ----------------- | ----------------- |
| MVP                    | Shara Venegas     | Porto Rico        |
| Miglior realizzatrice  | Daly Santana      | Porto Rico        |
| Miglior servizio       | Sulian Matienzo   | Cuba              |
| Miglior difesa         | Shara Venegas     | Porto Rico        |
| Miglior ricevitrice    | Emily Borrell     | Cuba              |
| Miglior palleggiatrice | Raymariely Santos | Porto Rico        |
| Miglior opposto        | Shirley Ferrer    | Porto Rico        |
| Miglior schiacciatrice | Darlene Ramdin    | Trinidad e Tobago |
| Miglior schiacciatrice | Sulian Matienzo   | Cuba              |
| Miglior centrale       | Alicia Ogoms      | Canada            |
| Miglior centrale       | Jennifer Cross    | Canada            |
| Miglior libero         | Shara Venegas     | Porto Rico        |